# Sauchay
Sauchay est une commune française située dans le département de la Seine-Maritime en région Normandie.

## Géographie

### Localisation

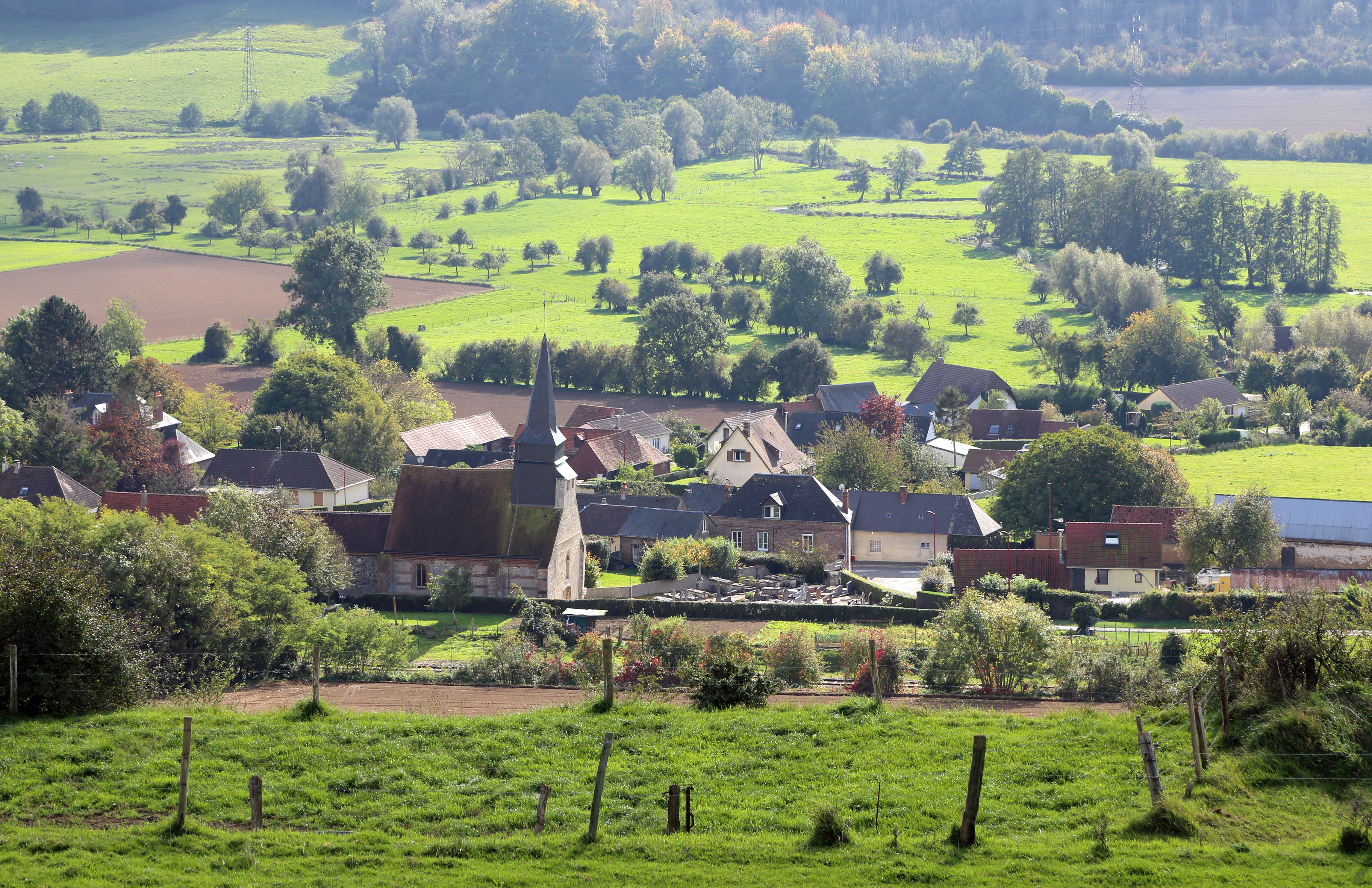
Sauchay-le-Bas.

La mairie de la commune est à 9,9 km de celle de Dieppe, 3,1 km de celle d'Ancourt et 4,7 km de celle de Bellengreville.
La commune se trouve dans l'aire d'attraction de Dieppe et dans son bassin de vie, ainsi que dans la zone d'emploi de Dieppe-Caux Maritime

### Communes limitrophes
Les communes limitrophes sont  Ancourt, Bellengreville et Petit-Caux.

### Géologie et relief
La superficie de la commune est de 5,74 km2 ; son altitude varie de 15  à   114 mètres. 

### Hydrographie

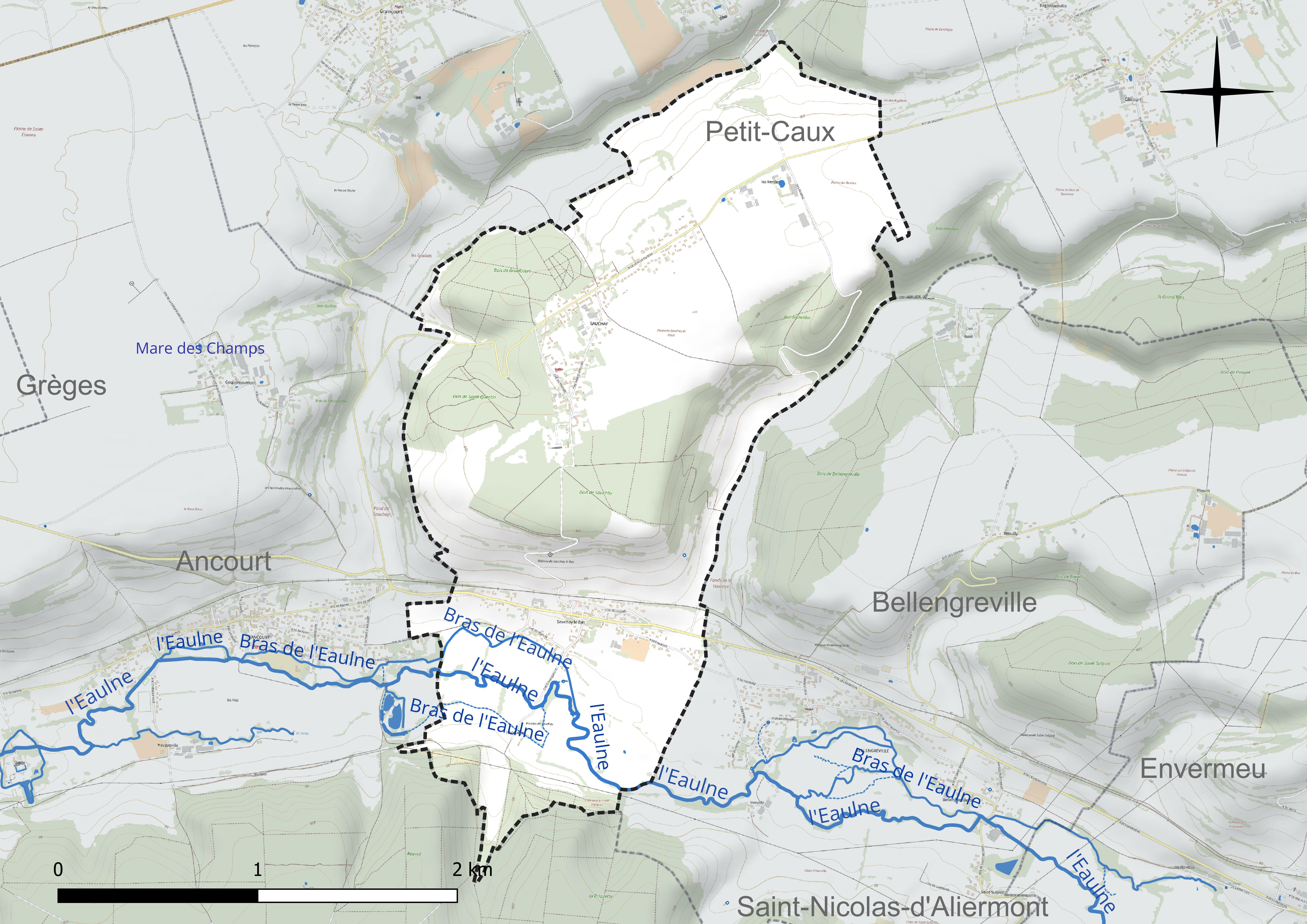
Réseau hydrographique de Sauchay.

La commune est située dans le bassin Seine-Normandie. Elle est drainée par l'Eaulne et divers de ses bras et un autre petit cours d'eau,.
L'Eaulne, d'une longueur de 45 km, prend sa source dans la commune de Mortemer et se jette  dans l'Arques en limite des communes d'Arques-la-Bataille et de Martin-Église, après avoir traversé 19 communes. Les caractéristiques hydrologiques de l'Eaulne sont données par la station hydrologique située sur la commune d'Ancourt. Le débit moyen mensuel est de 1,01 m3/s. Le débit moyen journalier maximum est de 10,3 m3/s, atteint lors de la crue du 1er avril 2001. Le débit instantané maximal est quant à lui de 7,3 m3/s, atteint le 11 mai 2001.

### Climat
Pour des articles plus généraux, voir Climat de la Normandie et Climat de la Seine-Maritime.
En 2010, le climat de la commune est de type climat océanique franc, selon une étude du CNRS s'appuyant sur une série de données couvrant la période 1971-2000. En 2020, Météo-France publie une typologie des climats de la France métropolitaine dans laquelle la commune est exposée à un climat océanique et est dans la région climatique Côtes de la Manche orientale, caractérisée par un faible ensoleillement (1 550 h/an) ; forte humidité de l’air (plus de 20 h/jour avec humidité relative > 80 % en hiver), vents forts fréquents. Parallèlement le GIEC normand, un groupe régional d’experts sur le climat, différencie quant à lui, dans une étude de 2020, trois grands types de climats pour la région Normandie, nuancés à une échelle plus fine par les facteurs géographiques locaux. La commune est, selon ce zonage, exposée à un « climat maritime », correspondant au Pays de Caux, frais, humide et pluvieux, légèrement plus frais que dans le Cotentin.
Pour la période 1971-2000, la température annuelle moyenne est de 10,4 °C, avec une amplitude thermique annuelle de 13 °C. Le cumul annuel moyen de précipitations est de 916 mm, avec 13,1 jours de précipitations en janvier et 8,5 jours en juillet. Pour la période 1991-2020, la température moyenne annuelle observée sur la station météorologique la plus proche, située sur la commune de Dieppe à 9 km à vol d'oiseau, est de 11,3 °C et le cumul annuel moyen de précipitations est de 805,2 mm,. Pour l'avenir, les paramètres climatiques de la commune estimés pour 2050 selon différents scénarios d'émission de gaz à effet de serre sont consultables sur un site dédié publié par Météo-France en novembre 2022.

## Urbanisme

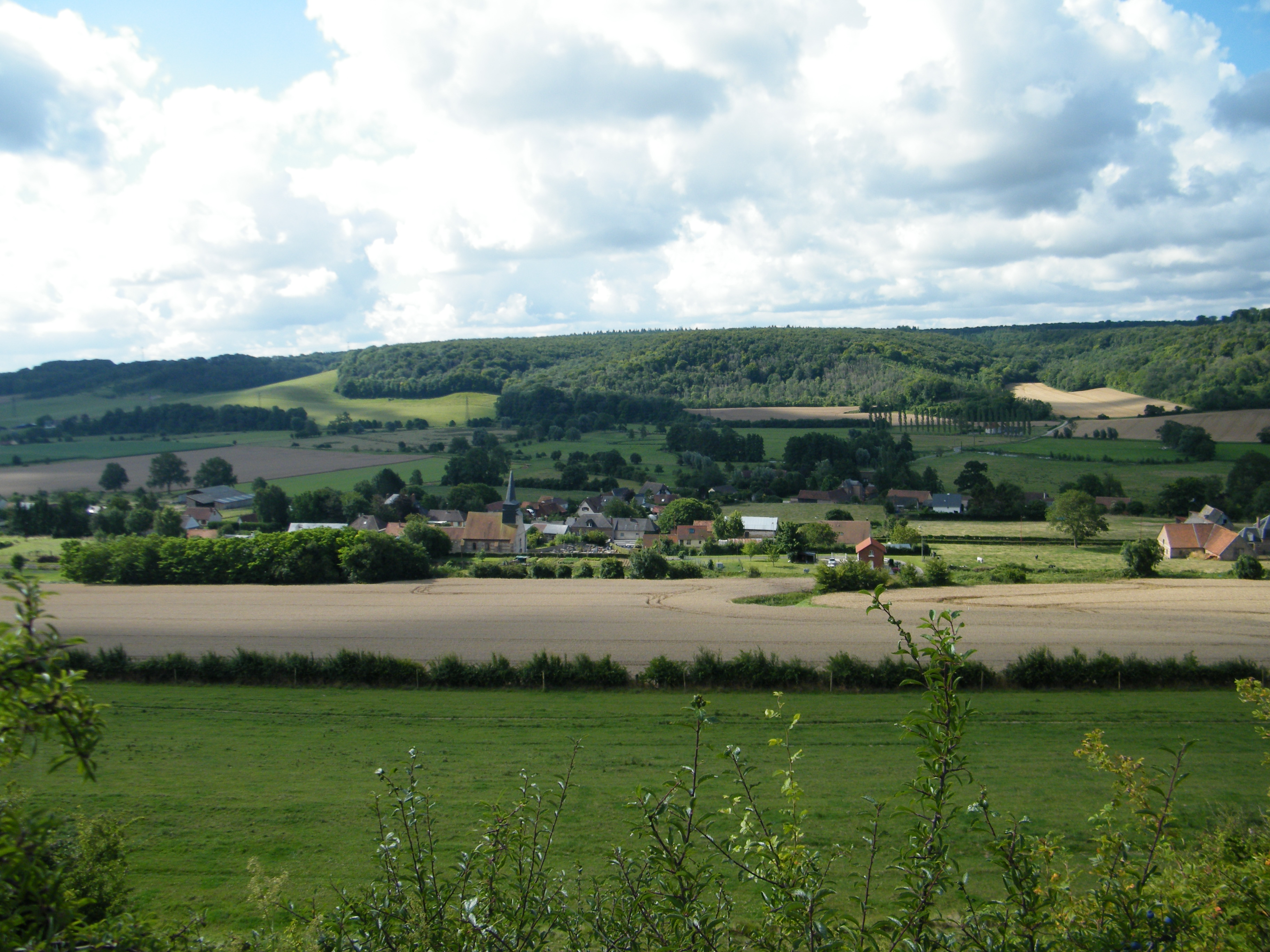
Vue du centre.

### Typologie
Au 1er janvier 2024, Sauchay est catégorisée commune rurale à habitat dispersé, selon la nouvelle grille communale de densité à sept niveaux définie par l'Insee en 2022.
Elle est située hors unité urbaine. Par ailleurs la commune fait partie de l'aire d'attraction de Dieppe, dont elle est une commune de la couronne,. Cette aire, qui regroupe 62 communes, est catégorisée dans les aires de 50 000 à moins de 200 000 habitants,.

### Occupation des sols

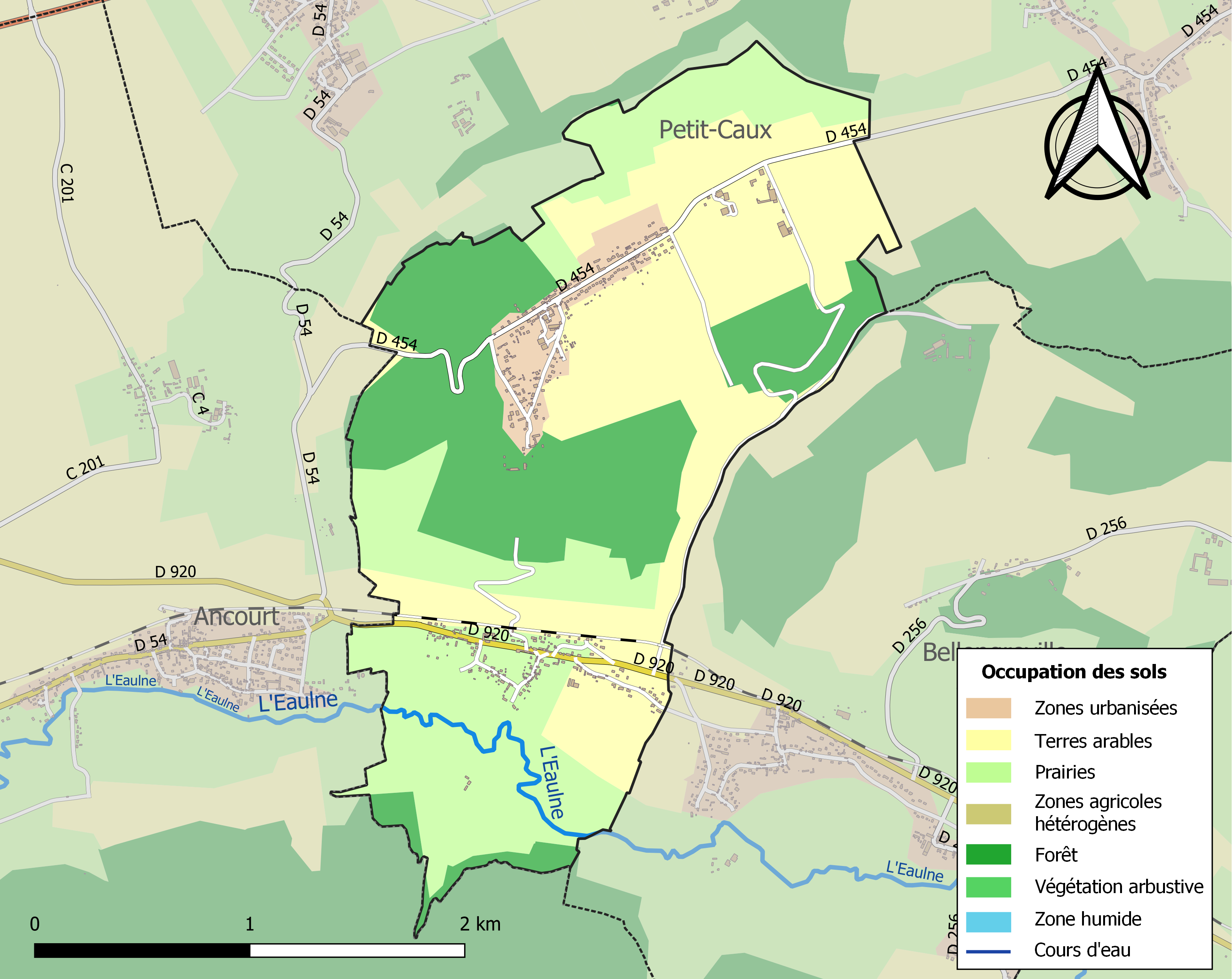
Carte des infrastructures et de l'occupation des sols de la commune en 2018 (CLC).

L'occupation des sols de la commune, telle qu'elle ressort de la base de données européenne d’occupation biophysique des sols Corine Land Cover (CLC), est marquée par l'importance des territoires agricoles (66,4 % en 2018), une proportion sensiblement équivalente à celle de 1990 (66,3 %). 
La répartition détaillée en 2018 est la suivante : terres arables (36 %), prairies (30,4 %), forêts (28,7 %), zones urbanisées (4,9 %). 
L'évolution de l’occupation des sols de la commune et de ses infrastructures peut être observée sur les différentes représentations cartographiques du territoire : la carte de Cassini (XVIIIe siècle), la carte d'état-major (1820-1866) et les cartes ou photos aériennes de l'IGN pour la période actuelle (1950 à aujourd'hui).

### Habitat et logement
En 2021, le nombre total de logements dans la commune était de 207, alors qu'il était de 196 en 2016 et de 183 en 2011. 
Parmi ces logements, 85 % étaient des résidences principales, 8 % des résidences secondaires et 7 % des logements vacants. Ces logements étaient pour 99 % d'entre eux des maisons individuelles et pour 0,5 % des appartements. 
Le tableau ci-dessous présente la typologie des logements à Sauchay en 2021 en comparaison avec celle de la Seine-Maritime et de la France entière. Une caractéristique marquante du parc de logements est ainsi une proportion de résidences secondaires et logements occasionnels (8 %) supérieure à celle du département (4,1 %) mais inférieure à celle de la France entière (9,7 %). 
| Typologie                                               | Sauchay | Seine-Maritime | France entière |
| ------------------------------------------------------- | ------- | -------------- | -------------- |
| Résidences principales (en %)                           | 85      | 88             | 82,2           |
| Résidences secondaires et logements occasionnels (en %) | 8       | 4,1            | 9,7            |
| Logements vacants (en %)                                | 7       | 7,9            | 8,1            |

### Voies de communication et transports
La commune est desservie par : 
- D100 vers Dieppe.
- D920 vers Bellengreville.

La commune a été desservie par la ligne Eu - Dieppe. Les stations de chemin de fer les plus proches sont les gares de Dieppe, * de Saint-Aubin-sur-Scie, de Longueville-sur-Scie, du Tréport - Mers et  d'Auffay.

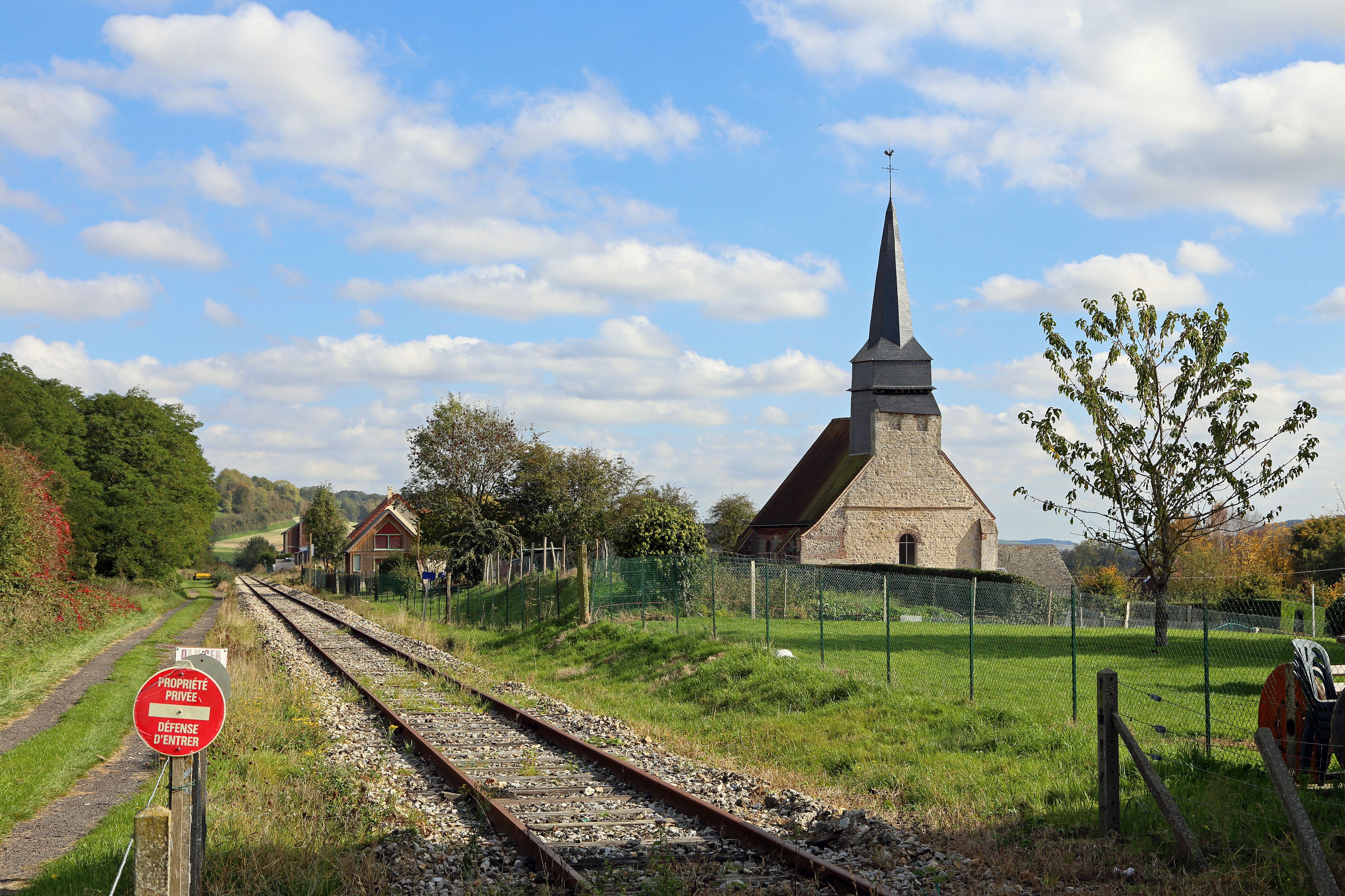
La ligne Eu - Dieppe à Sauchay-le-Bas en 2017.
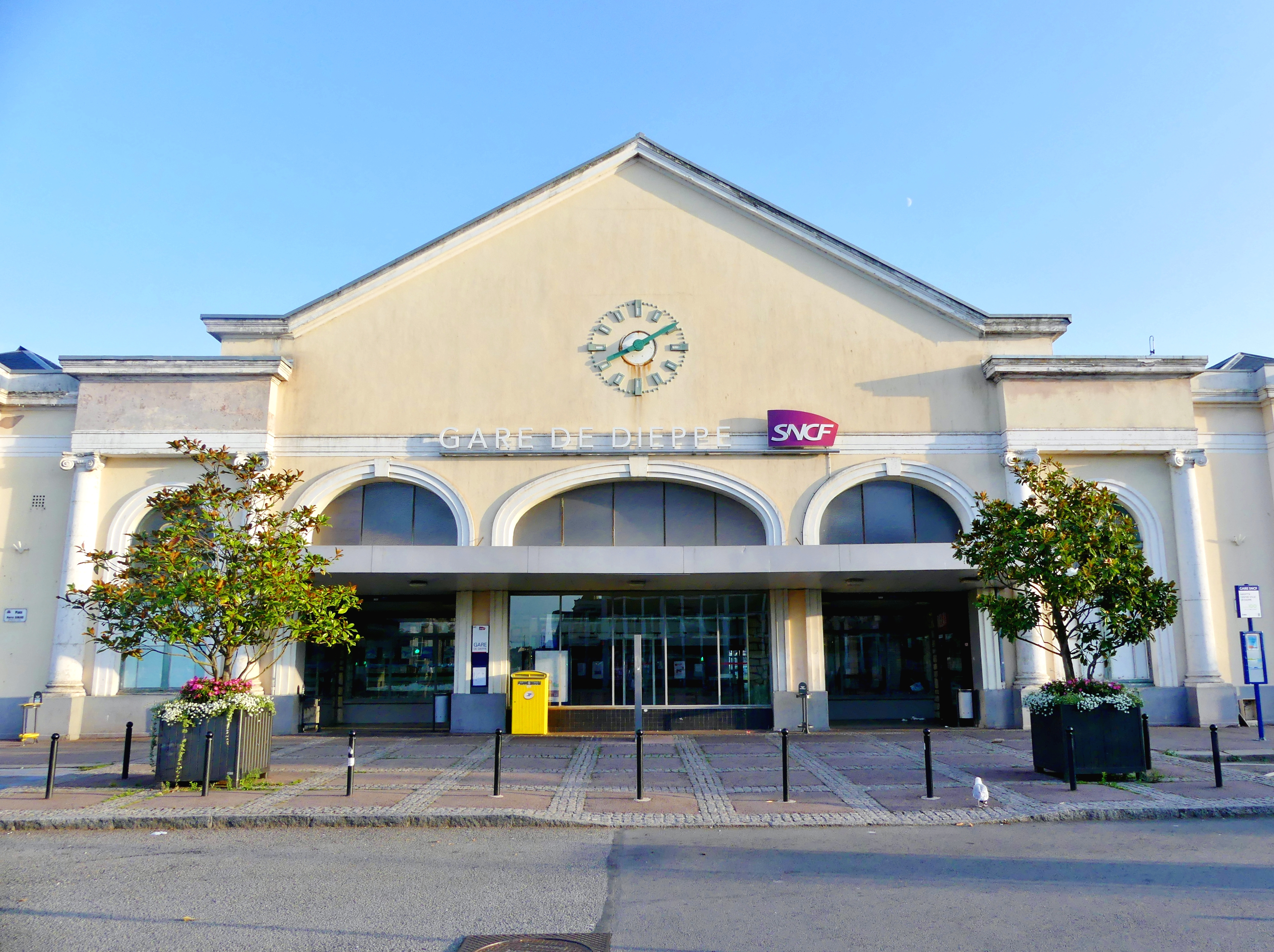
La Gare de Dieppe.

### Risques naturels et technologiques
La commune est située dans une zone de sismicité 1 très faible,.

## Toponymie
Le nom de la localité est attesté sous les formes Salceio en 1059, Sauchay en Rivière ou « le Bas » en 1793, Sauchay au Bosc ou « le Haut » en 1788.
Du vieux français saus, le collectif *Salicetum a donné Sauchay, « lieu ou poussent les saules » (des saulaies).

## Histoire

### Époque contemporaine
La commune de Sauchay-le-Haut, instituée par la Révolution française, absorbe en 1822 celle de Sauchay-le-Bas, et prend le nom de Sauchay,.

## Politique et administration

### Rattachements administratifs et électoraux

#### Rattachements administratifs
La commune se trouve dans l'arrondissement de Dieppe du département de la Seine-Maritime.  
Elle faisait partie depuis 1793 du canton d'Envermeu. Dans le cadre du redécoupage cantonal de 2014 en France, cette circonscription administrative territoriale a disparu, et le canton n'est plus qu'une circonscription électorale.

#### Rattachements électoraux
Pour les élections départementales, la commune fait partie depuis 2014 du canton de Dieppe-2.
Pour l'élection des députés, elle fait partie de la sixième circonscription de la Seine-Maritime.

### Intercommunalité
Sauchay est membre de la communauté de communes Falaises du Talou, un établissement public de coopération intercommunale (EPCI) à fiscalité propre créé en 2002 et auquel la commune a transféré un certain nombre de ses compétences, dans les conditions déterminées par le code général des collectivités territoriales.

### Liste des maires
| Période                                  | Période                    | Identité               | Étiquette | Qualité |
| ---------------------------------------- | -------------------------- | ---------------------- | --------- | --- |
| Les données manquantes sont à compléter. |                            |                        |           | |
|                                          |                            |                        |           | |
| 1835                                     |                            | Augustin Xavier Wiotte |           | |
|                                          |                            |                        |           | |
| 1899                                     |                            | Moïse Godebit          |           | |
|                                          |                            |                        |           | |
| mars 1983                                | mars 2001                  | Gabriel Capron         |           | Agriculteur, militant de la JAC Vice-président du syndicat d’eau et d’assainissement de Dieppe Nord Président de la caisse locale du Crédit Agricole d’Envermeu |
| mars 2001                                | En cours (au 22 mars 2025) | Gérard Larchevêque     |           | Agriculteur Réélu pour le mandat 2020-2026, |

### Budget et fiscalité 2021
En 2021, le budget de la commune était constitué ainsi :
- total des produits de fonctionnement : 206 000 €, soit 489 € par habitant ;
- total des charges de fonctionnement : 173 000 €, soit 410 € par habitant ;
- total des ressources d'investissement : 107 000 €, soit 254 € par habitant ;
- total des emplois d'investissement : 34 000 €, soit 80 € par habitant ;
- endettement : 175 000 €, soit 415 € par habitant.

Avec les taux de fiscalité suivants :
- taxe d'habitation : 6,18 % ;
- taxe foncière sur les propriétés bâties : 39,94 % ;
- taxe foncière sur les propriétés non bâties : 27,85 % ;
- taxe additionnelle à la taxe foncière sur les propriétés non bâties : 0,00 % ;
- cotisation foncière des entreprises : 0,00 %.

Chiffres clés Revenus et pauvreté des ménages en 2019 : médiane en 2019 du revenu disponible, par unité de consommation : 21 800 €.

## Équipements et services publics

### Enseignement
Les enfants de la commune étaient scolarisés avec ceux de Bellengreville et d'Ancourt dans le cadre d'un regroupement pédagogique intercommunal de la Vallée de l’Eaulne. Ce RPI ayant été dissout, à la suite de la fin des financements de la Région pour le transport scolaire vers la cantine,  les enfants sont accueillis dans cinq communes voisines,
Ils poursuivent habituellement leurs études à :
- Collèges à Saint-Nicolas-d'Aliermont , Dieppe
- Lycées à Envermeu, Dieppe.

## Population et société

### Démographie
L'évolution du nombre d'habitants est connue à travers les recensements de la population effectués dans la commune depuis 1793. Pour les communes de moins de 10 000 habitants, une enquête de recensement portant sur toute la population est réalisée tous les cinq ans, les populations de référence des années intermédiaires étant quant à elles estimées par interpolation ou extrapolation. Pour la commune, le premier recensement exhaustif entrant dans le cadre du nouveau dispositif a été réalisé en 2008.

En 2022, la commune comptait 448 habitants, en évolution de +8,74 % par rapport à 2016 (Seine-Maritime : +0,35 %, France hors Mayotte : +2,11 %).
| 1793 | 1800 | 1806 | 1821 | 1831 | 1836 | 1841 | 1846 | 1851 |
| ---- | ---- | ---- | ---- | ---- | ---- | ---- | ---- | ---- |
| 227  | 227  | 221  | 218  | 357  | 376  | 358  | 347  | 324  |

| 1856 | 1861 | 1866 | 1872 | 1876 | 1881 | 1886 | 1891 | 1896 |
| ---- | ---- | ---- | ---- | ---- | ---- | ---- | ---- | ---- |
| 367  | 361  | 368  | 325  | 313  | 281  | 322  | 309  | 284  |

| 1901 | 1906 | 1911 | 1921 | 1926 | 1931 | 1936 | 1946 | 1954 |
| ---- | ---- | ---- | ---- | ---- | ---- | ---- | ---- | ---- |
| 300  | 280  | 275  | 257  | 253  | 249  | 226  | 262  | 284  |

| 1962 | 1968 | 1975 | 1982 | 1990 | 1999 | 2006 | 2008 | 2013 |
| ---- | ---- | ---- | ---- | ---- | ---- | ---- | ---- | ---- |
| 308  | 332  | 314  | 374  | 431  | 392  | 403  | 406  | 410  |

| 2018 | 2022 | - | - | - | - | - | - | - |
| ---- | ---- | - | - | - | - | - | - | - |
| 417  | 448  | - | - | - | - | - | - | - |

### Cultes
- Culte catholique, Paroisse : Notre Dame du Petit Caux Envermeu[36], Diocèse de Rouen.

## Culture locale et patrimoine

### Lieux et monuments
- Église Notre-Dame de Sauchay-le-Haut[37] en silex et grès.

Trois dalles funéraires des barons de Sauchay,.
Fonts baptismaux (cuve baptismale à immersion).
Autel (maître-autel),.
tableau : le Massacre des Innocents.
5 statues (grandeur nature) : Sainte Appoline, saint Jacques, Christ aux liens, Vierge à l'Enfant, Vierge,.
- Église Saint-Martial de Sauchay-le-Bas, construite au XIe siècle[46] puis modifiée aux XVIe et XVIIe siècles[47],[48]. 
Le portail de l'église Notre-Dame de Sauchay-le-Haut est le seul témoin de la construction de l'édifice qui remonte au XVIe siècle.
 Crypte Saint-Sauveur située sous le chœur.

Dalle funéraire de Nicolle de Leurre et de Viviane du Parc.
- Le château, ancienne grange dîmière, devenu un lieu d'hébergement et de réceptions[50].

- Jardin du manoir de Sauchay, site inscrit[51].

- Monuments commémoratifs :
  - Monument aux morts[52] : Conflits commémorés : Guerres 1914-1918 - 1939-1945.
  - Cimetière de Sauchay-le-Haut[53].
  - Cimetière de Sauchay-le-Bas[54].

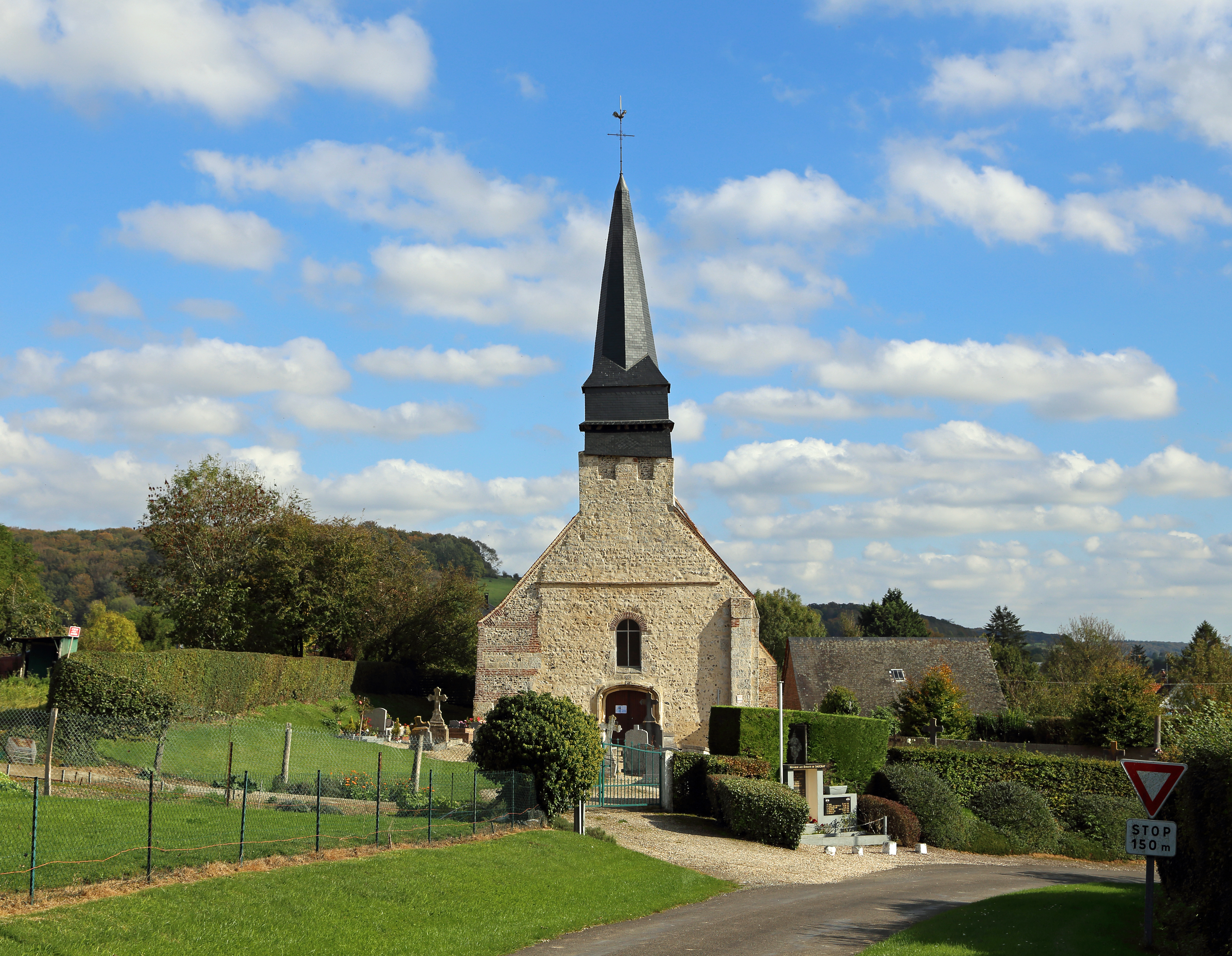
L'église Saint-Martial.
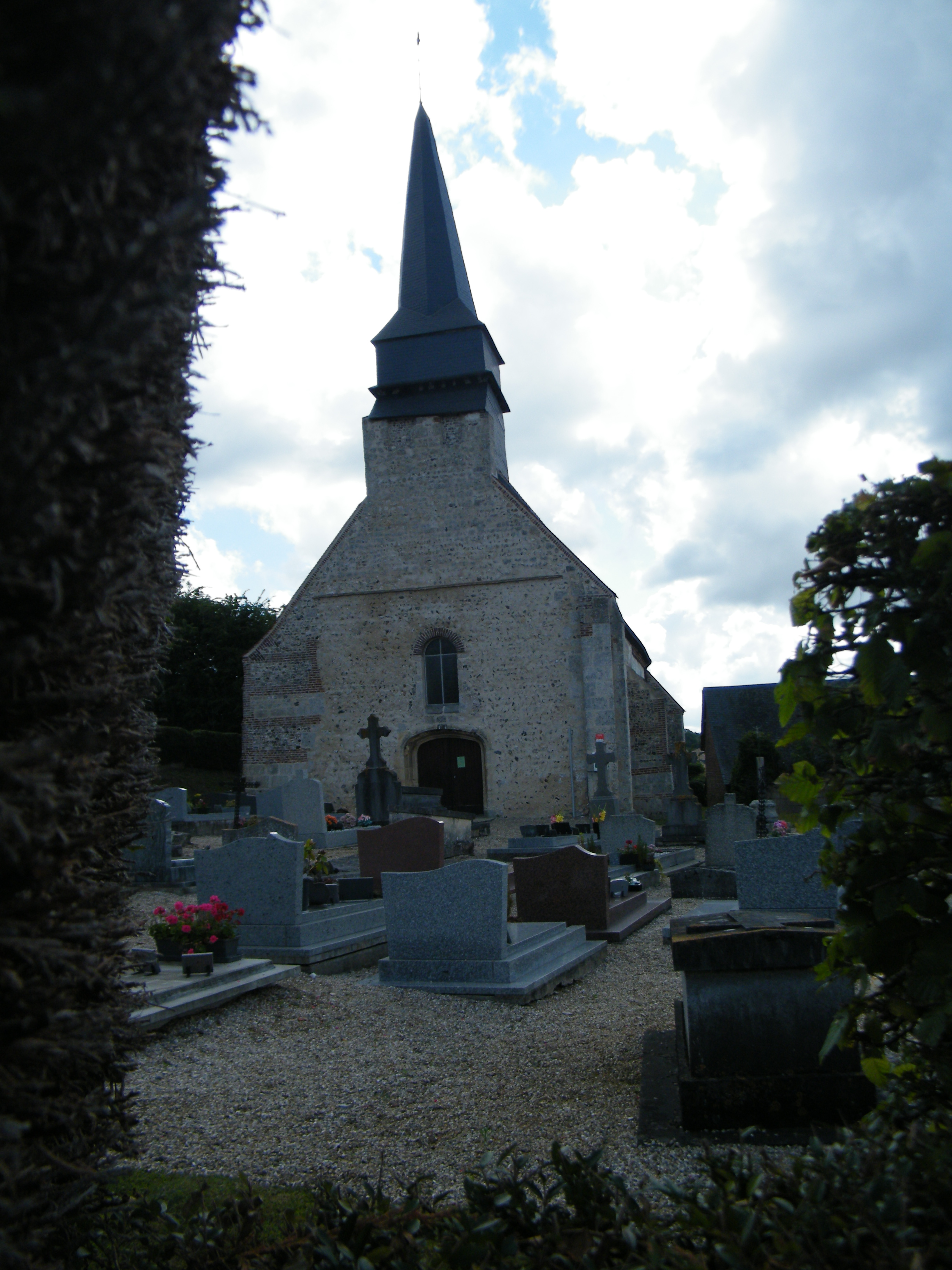
L'église Notre-Dame.
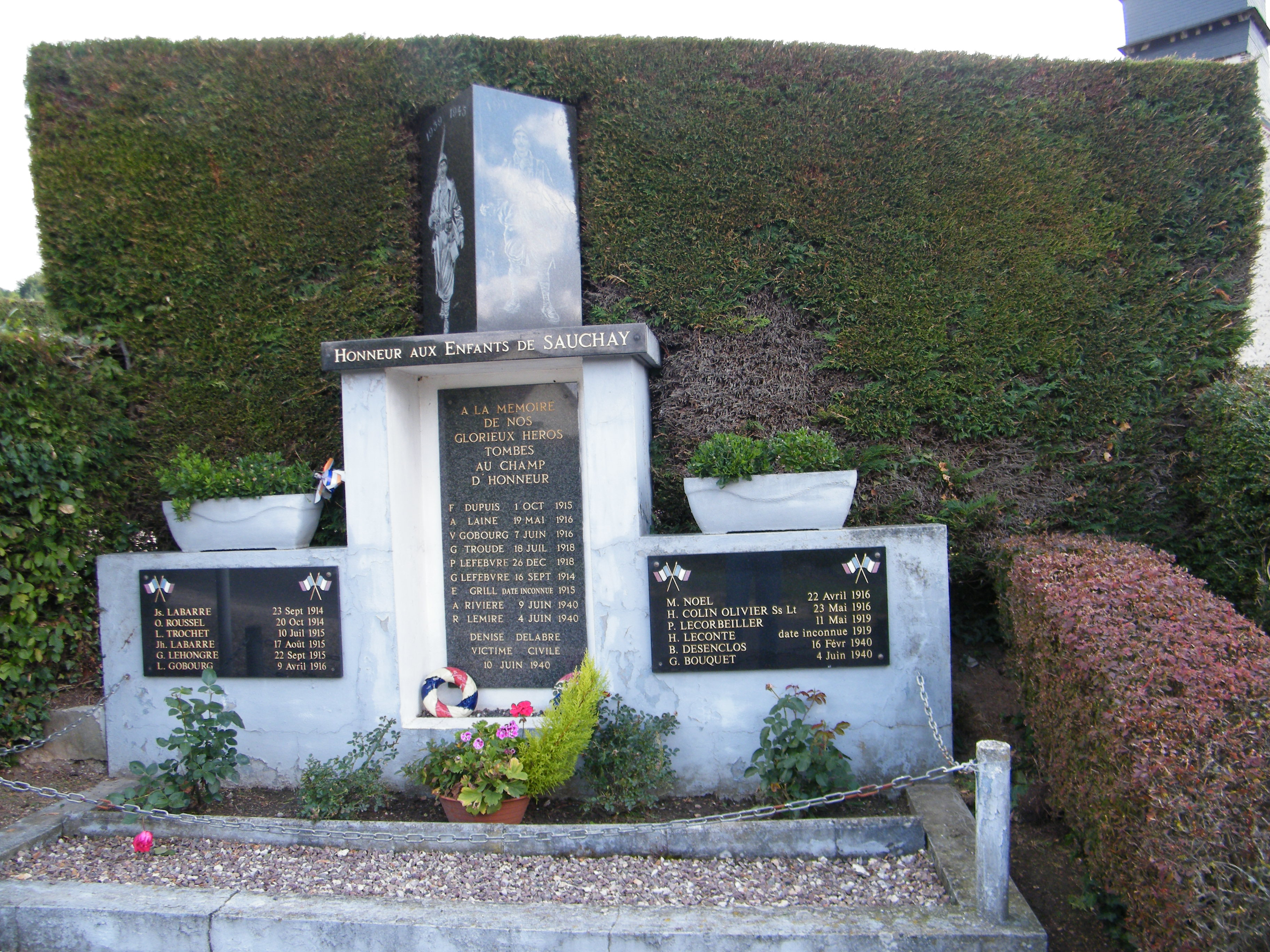
Le monument aux morts.
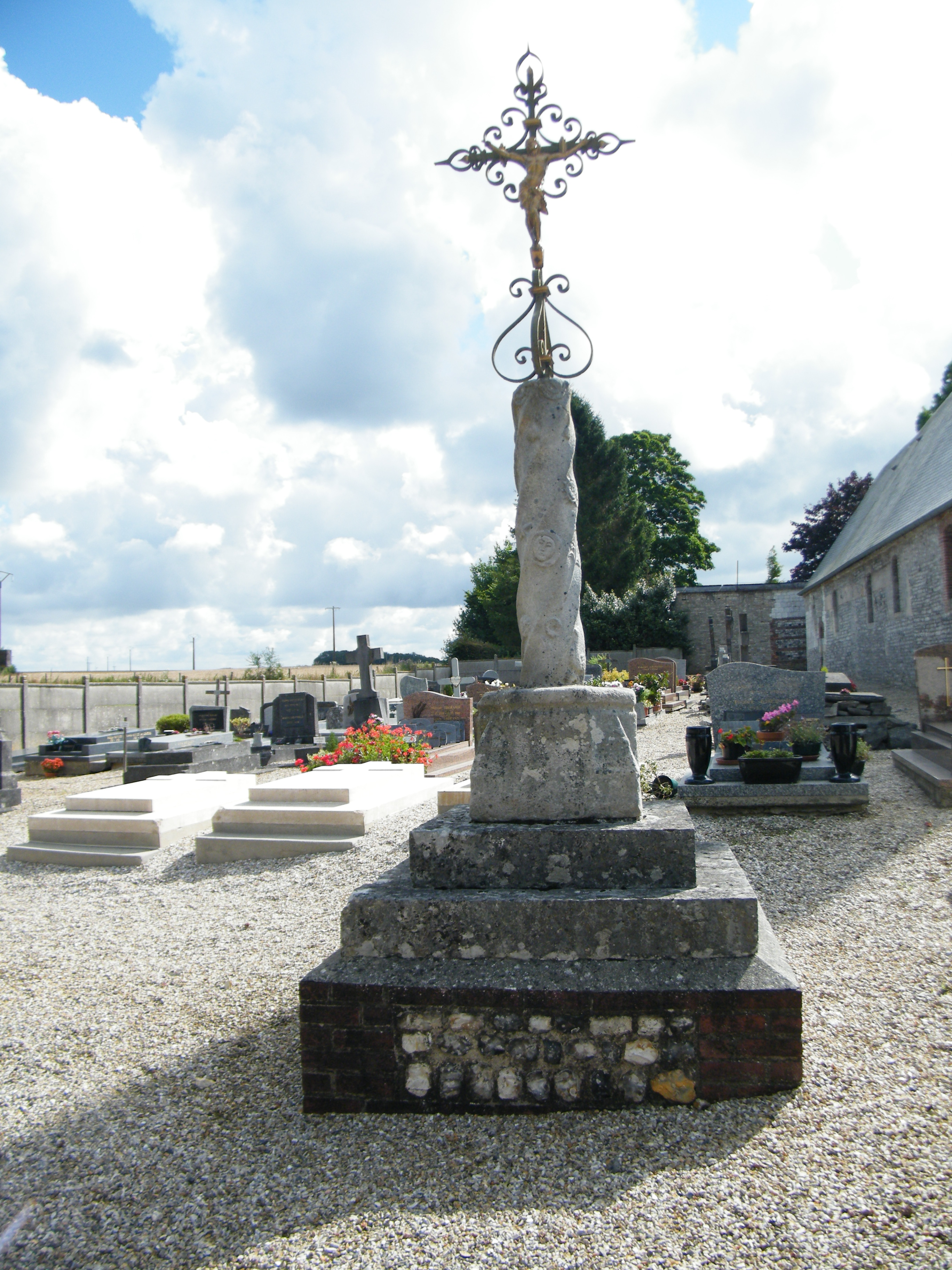
Le calvaire du cimetière.
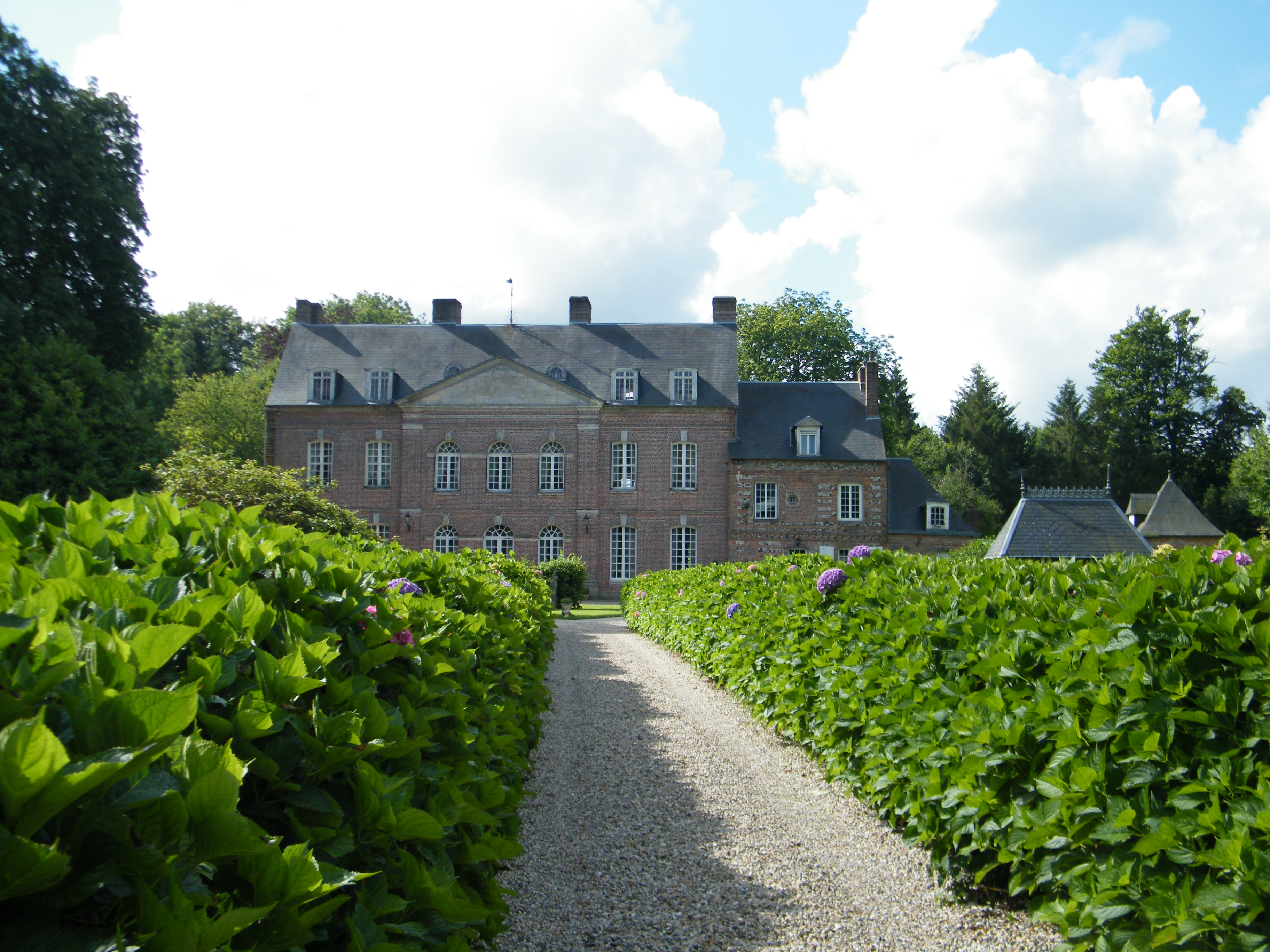
Le château...
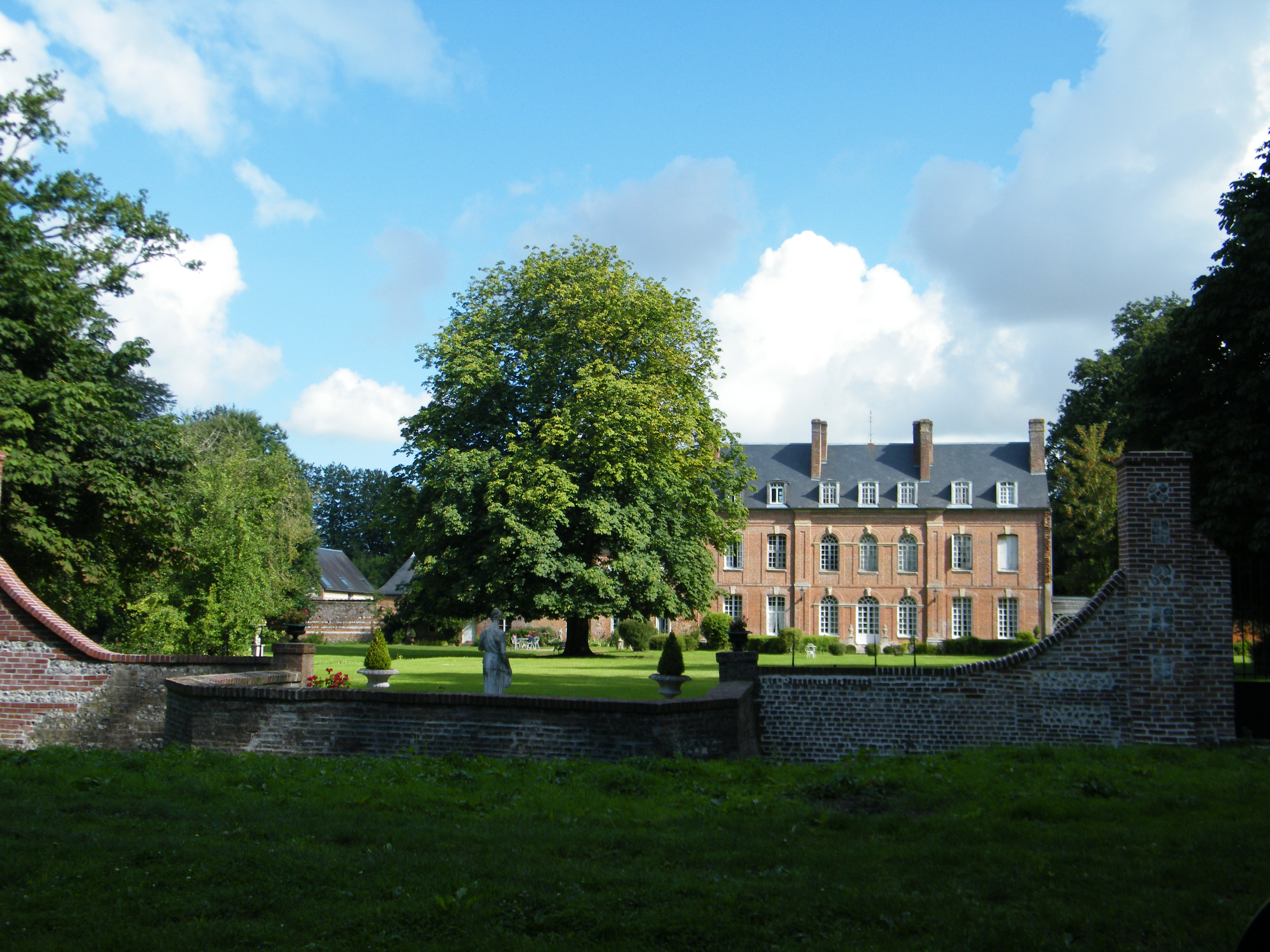
... et sa façade arrière.

### Héraldique
| Blason de Sauchay | Blason  | D'argent à la barre ondée d'azur, accompagnée en chef d'un alérion de gueules et en pointe d'un arbre de sinople fûté de sable. |
| Blason de Sauchay | Détails | Adopté le 17 décembre 2001,. |

## Pour approfondir